# روندینگ
روندینگ (به آلمانی: Runding) یک شهر در آلمان است که در Cham واقع شده‌است.